# Euxoa intrita
Euxoa intrita là một loài bướm đêm trong họ Noctuidae.